# Casa de Pedro del Río
La Casa de don Pedro del Río, conocida también como la Casa de doña Carmen Urrejola del Río, y más recientemente como Palacio Castellón, es una vivienda de altos ubicada en la esquina sur poniente de las calles Barros Arana y Castellón, de la ciudad de Concepción, Chile. Fue construida entre 1915 y 1917, sobreviviendo a los grandes terremotos de 1939 y 1960, siendo declarada Monumento Nacional en la categoría Monumento Histórico el año 1995.

## Historia
Don Pedro del Río Zañartu, un acaudalado latifundista, viajero y filántropo penquista, encargó al arquitecto Onofre Montané Urrejola que le construyera una señorial mansión en el centro de Concepción. El arquitecto aplicó principios de la composición neoclásica en la forma general, incorporando elementos volumétricos y ornamentales de la corriente Art Noveau, como motivos florales y hojas en rama, en los balcones, cornisas y ventanas. Destaca la resolución del ochavo en el segundo piso, como un volumen que se adelanta al plano de la fachada, suavizando sus aristas con formas cóncavas y convexas.
Don Pedro falleció antes que la casa fuera terminada, por lo que sólo su viuda pudo vivir en ella, a partir de 1918. En su casa, doña Carmen acogió durante muchos años una tertulia que reunía a los grandes intelectuales, artistas y pensadores de la ciudad, en torno al debate sobre la pintura, música, literatura y las nuevas corrientes del siglo XX. A la muerte de doña Carmen Urrejola del Río, en 1932, la casa es vendida para dar cumplimiento a su testamento.

## Demolición y reciclaje
En 2007, la empresa de multitiendas Hites interviene el edificio para instalar uno de sus locales, vaciando completamente su interior, conservando solamente la fachada. En esta operación, destruye todos los espacios interiores, el patio de luz, y la escalera principal, incluyendo la enorme puerta de acceso, en madera tallada con motivos geométricos y florales.
El reciclaje del edificio consideró insertar pisos de una altura distinta a la original, por lo que los vanos de la fachada ya no se corresponden con el espacio interior. Además, se edificó un piso adicional –a modo de sombrero- revestido por el exterior con vidrio, destruyendo la forma y proporción original de la obra. La remodelación incluyó también la construcción de una escenografía de yeso cartón que imita el patio interior y la escalera originales, en su forma general, pero no en sus detalles ornamentales. 

## Galería

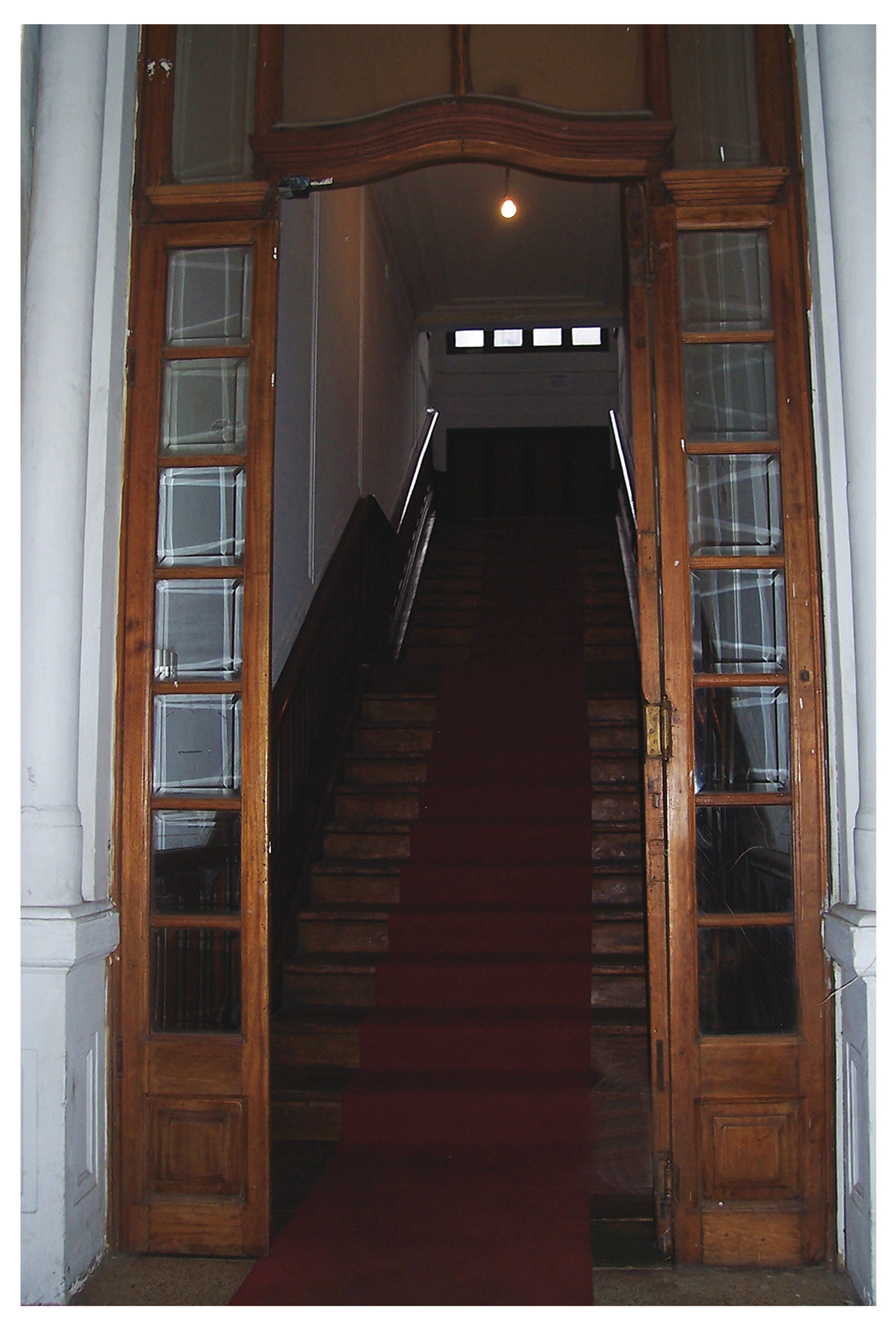
Mampara y escalera principal.
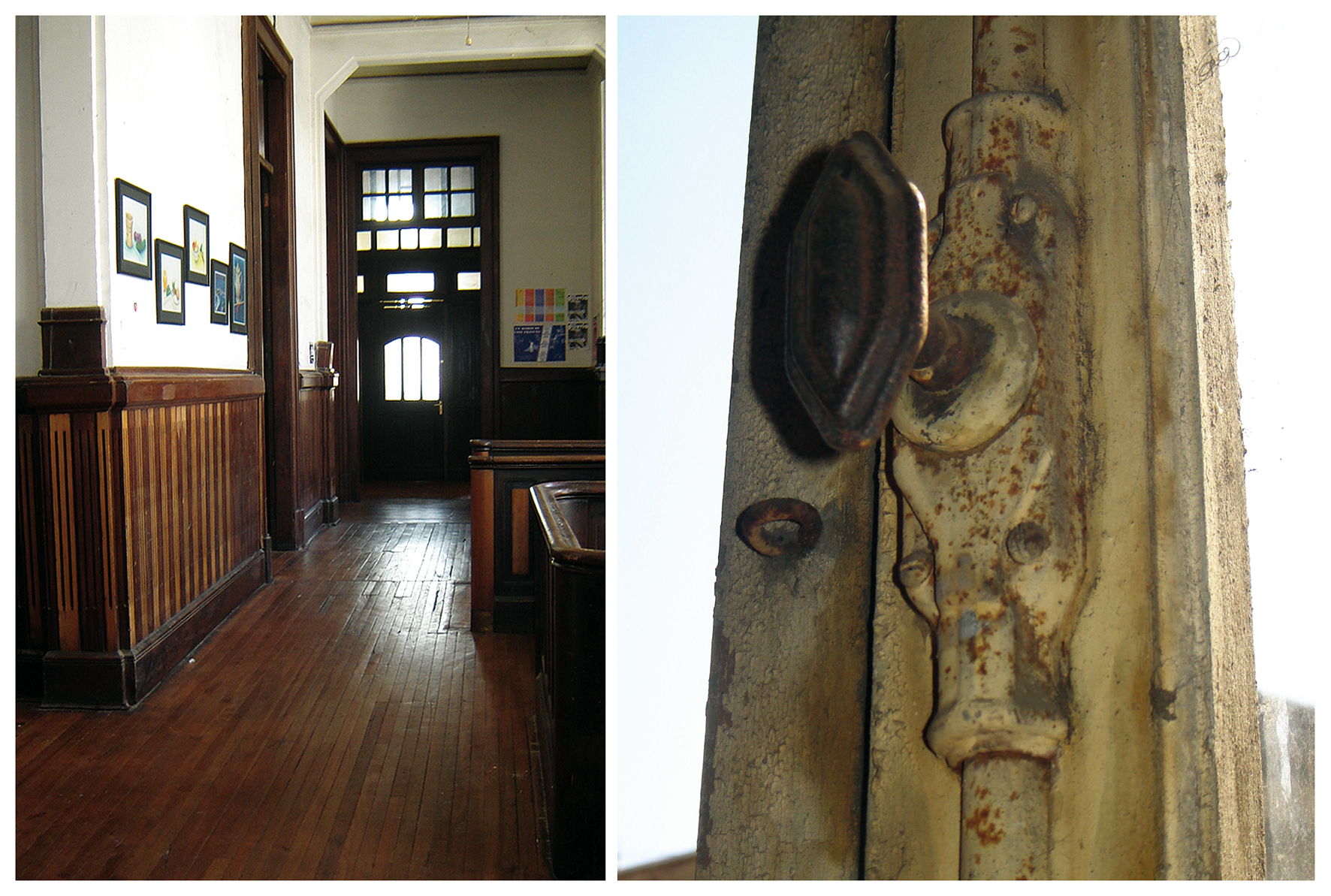
Corredor de acceso al segundo piso y detalle de españoleta.
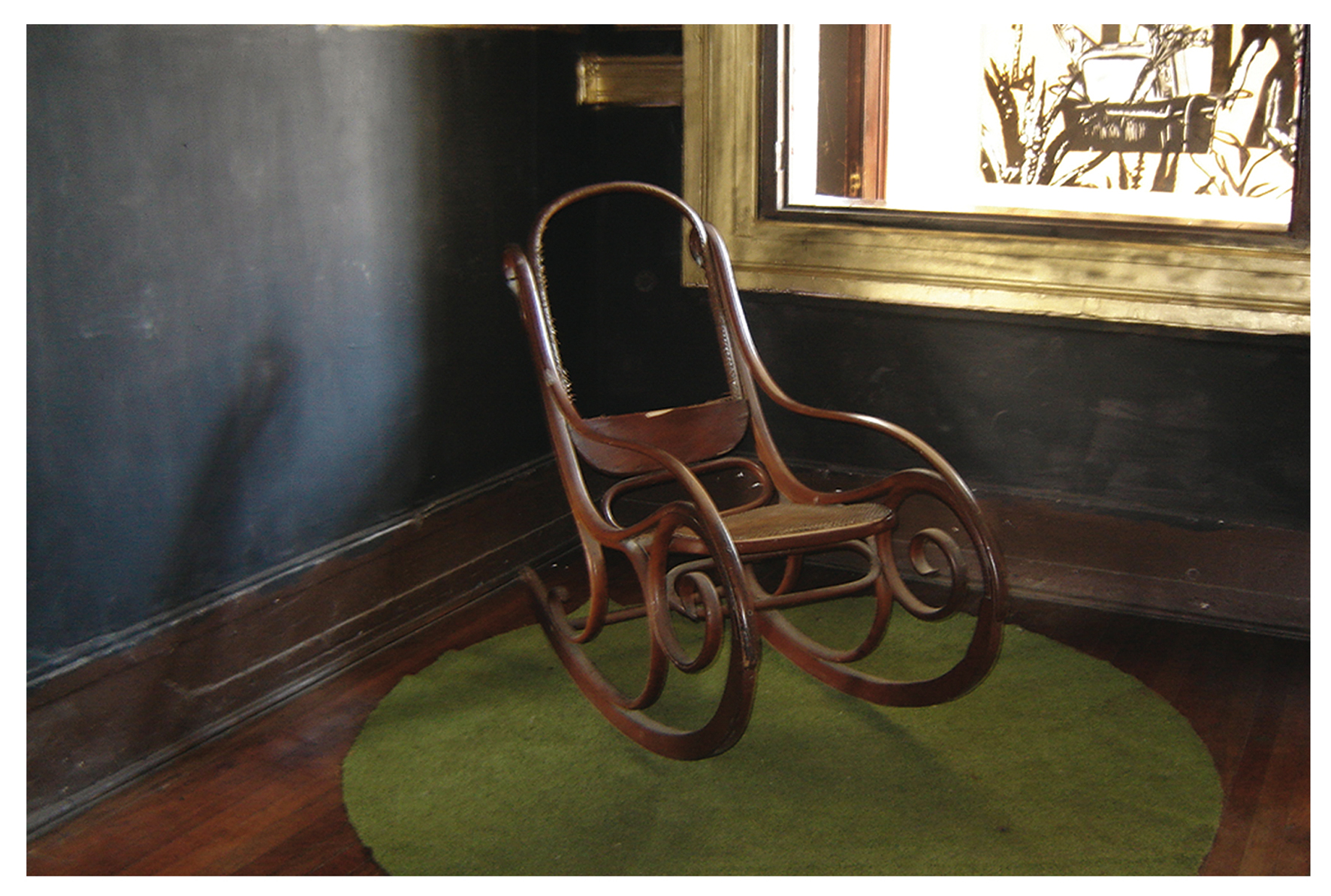
Vista de una de las habitaciones.
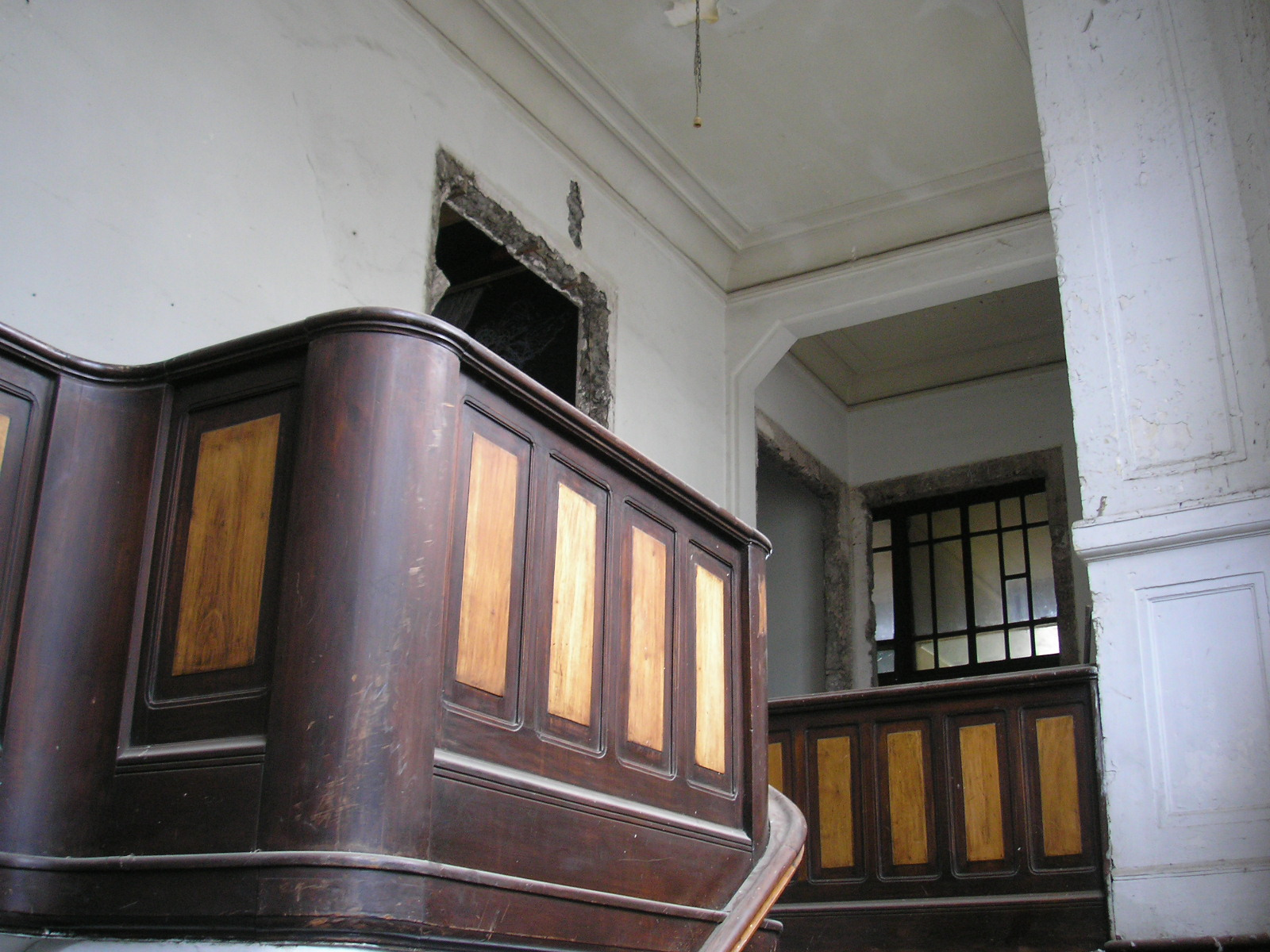
Detalle de la baranda del segundo nivel.
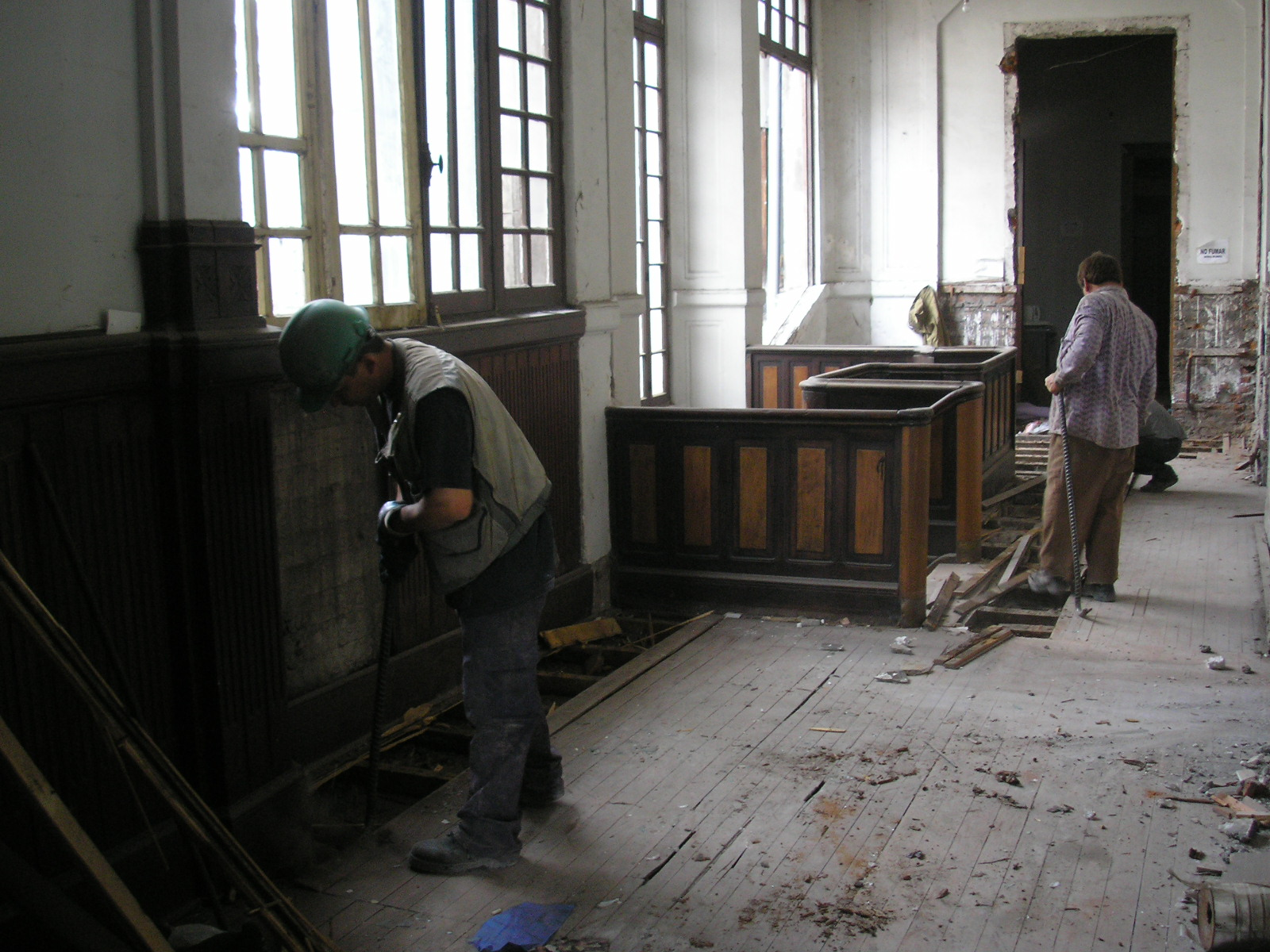
Demolición del interior.
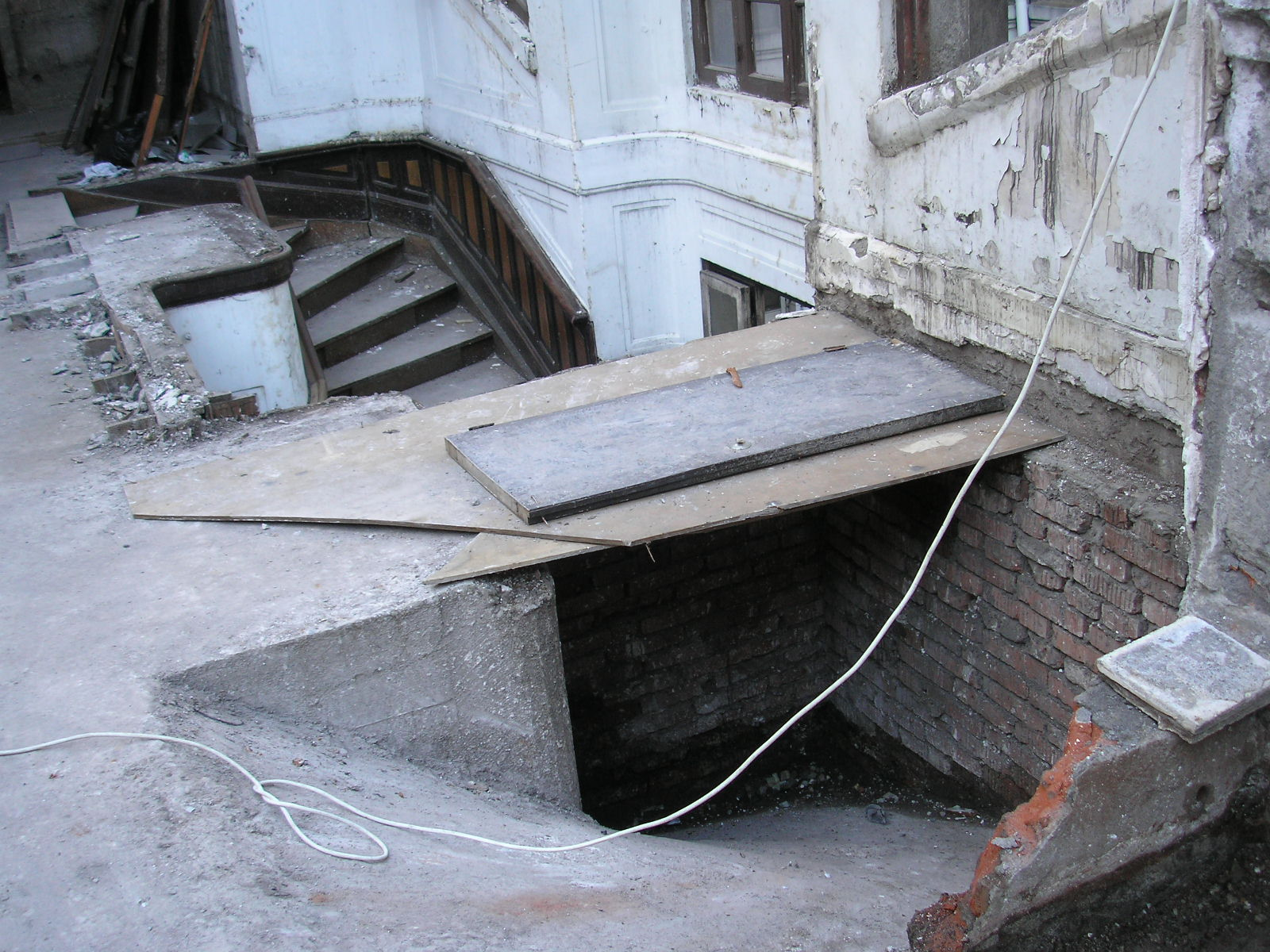
Barandal y pavimentos ya retirados.
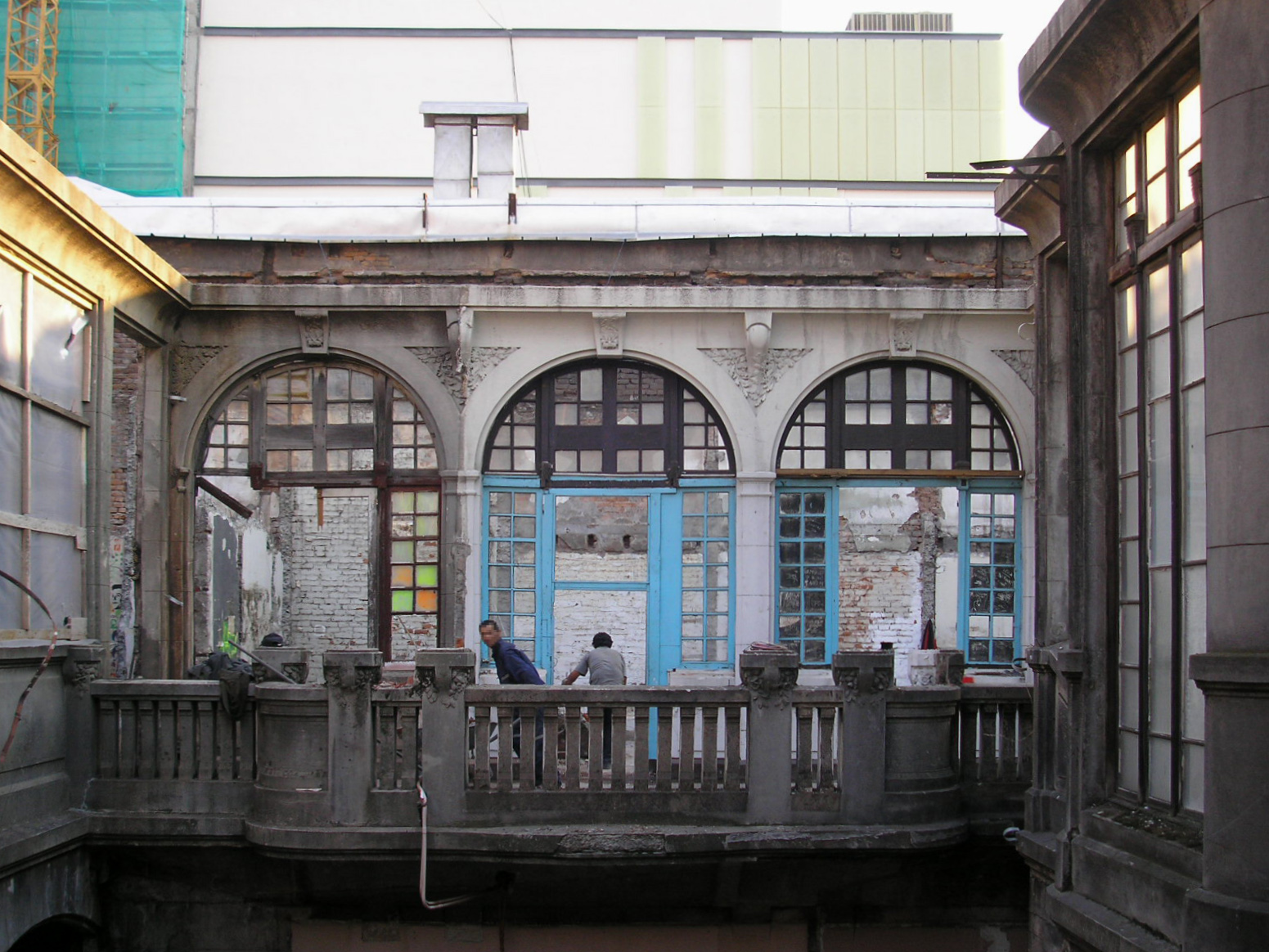
Patio interior y terraza.
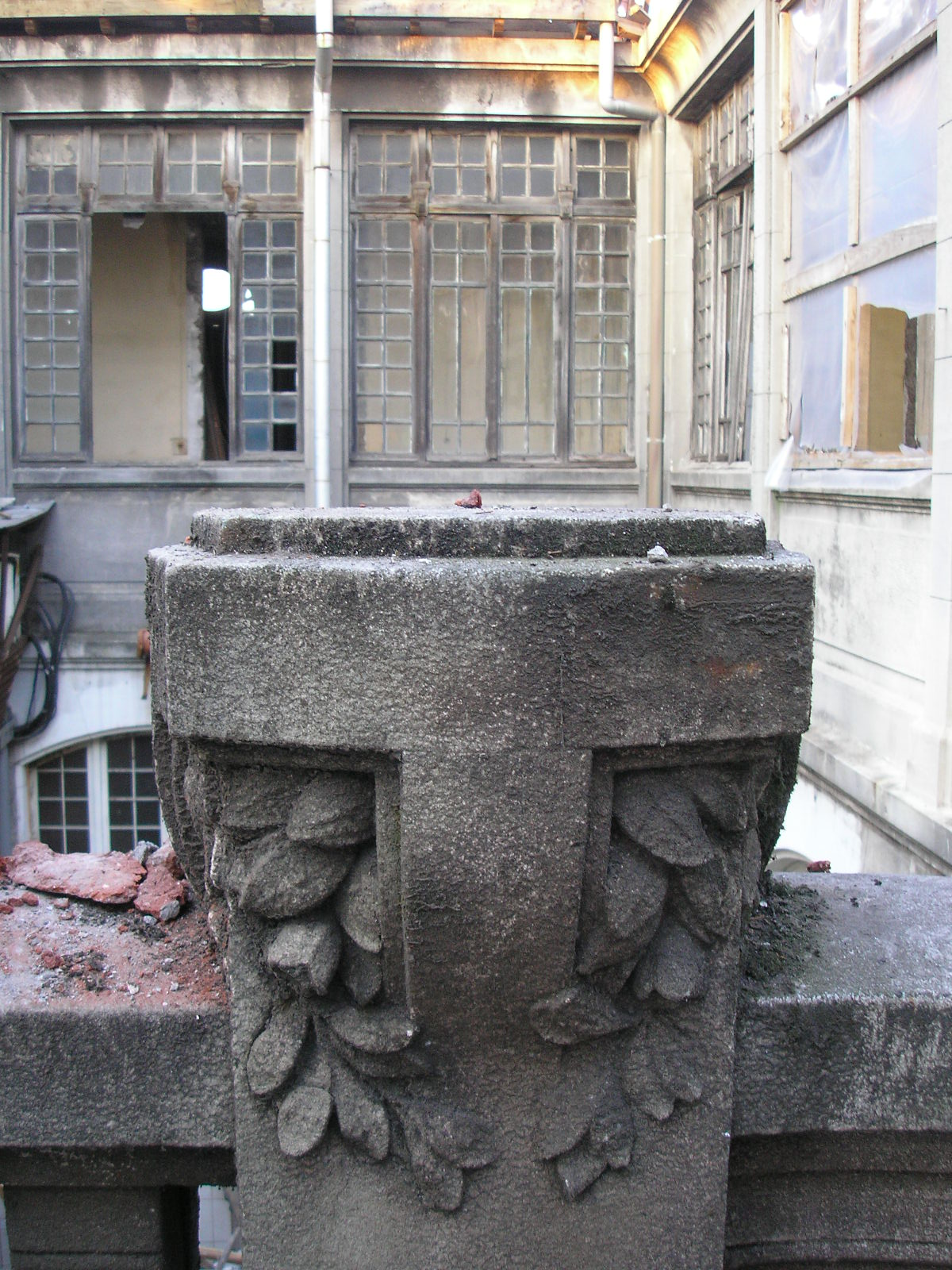
Ornamento con motivo floral en la terraza interior.
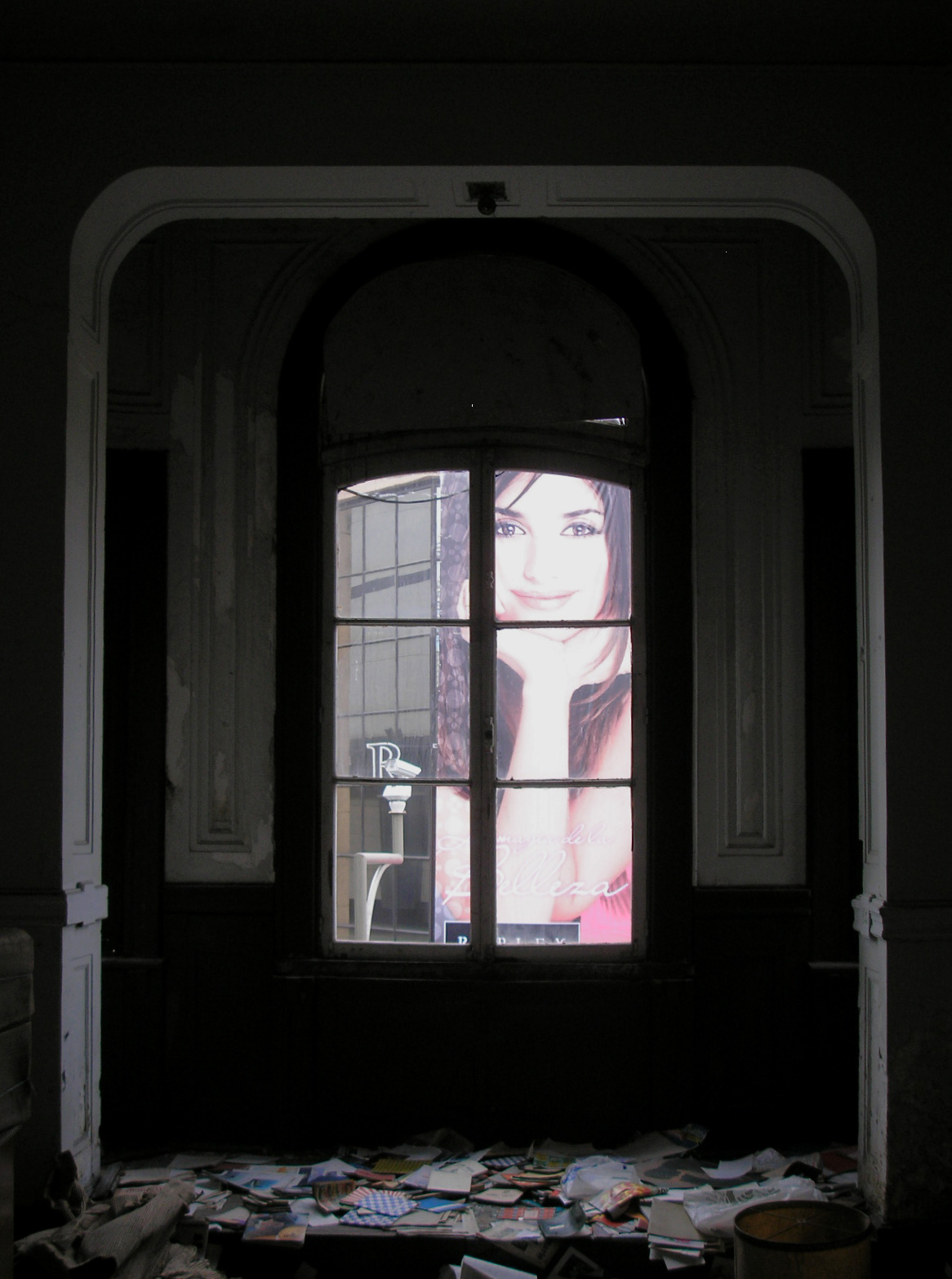
Vista hacia el balcón principal, en la esquina.
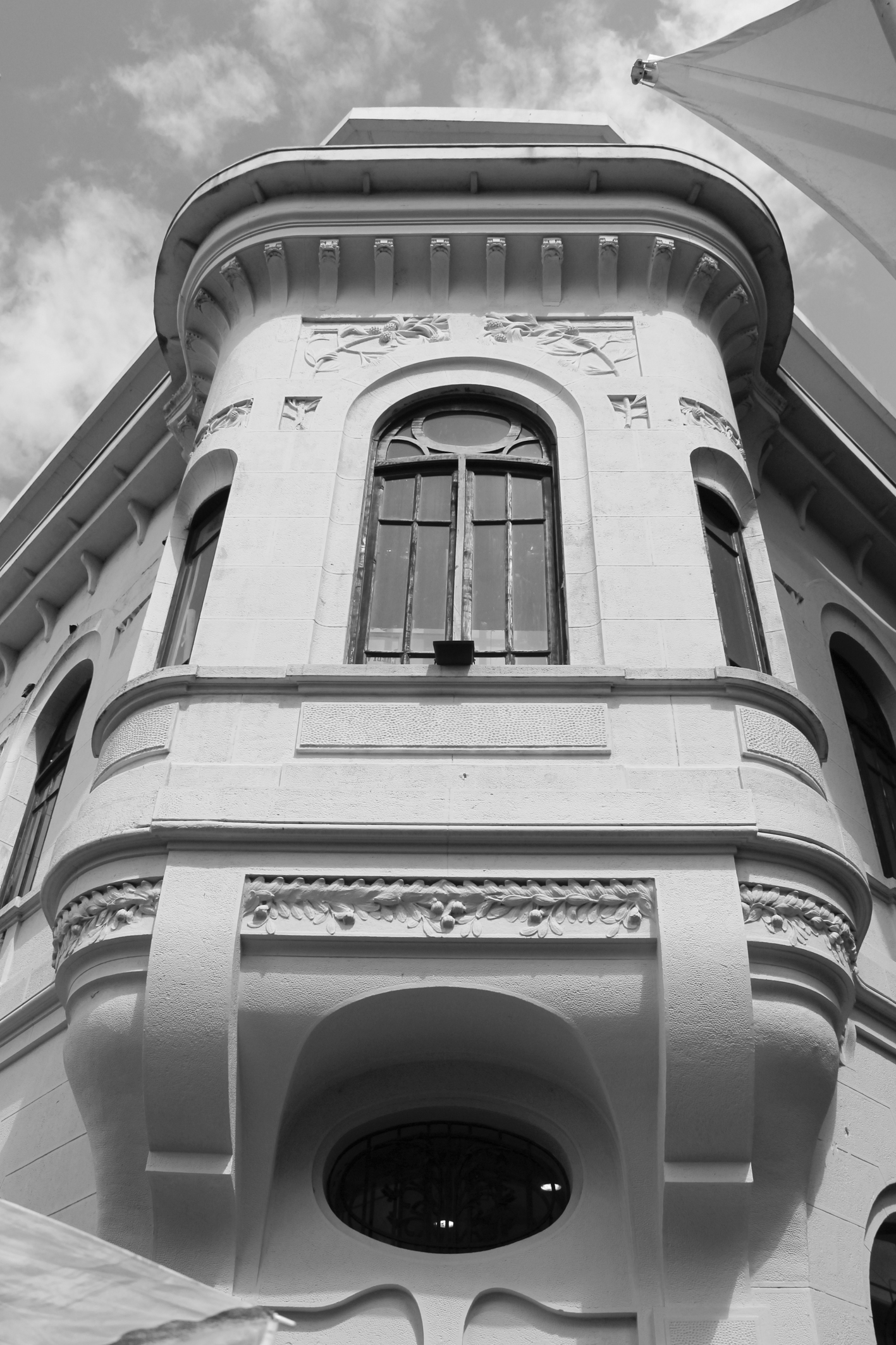
Vista del balcón principal desde la calle.
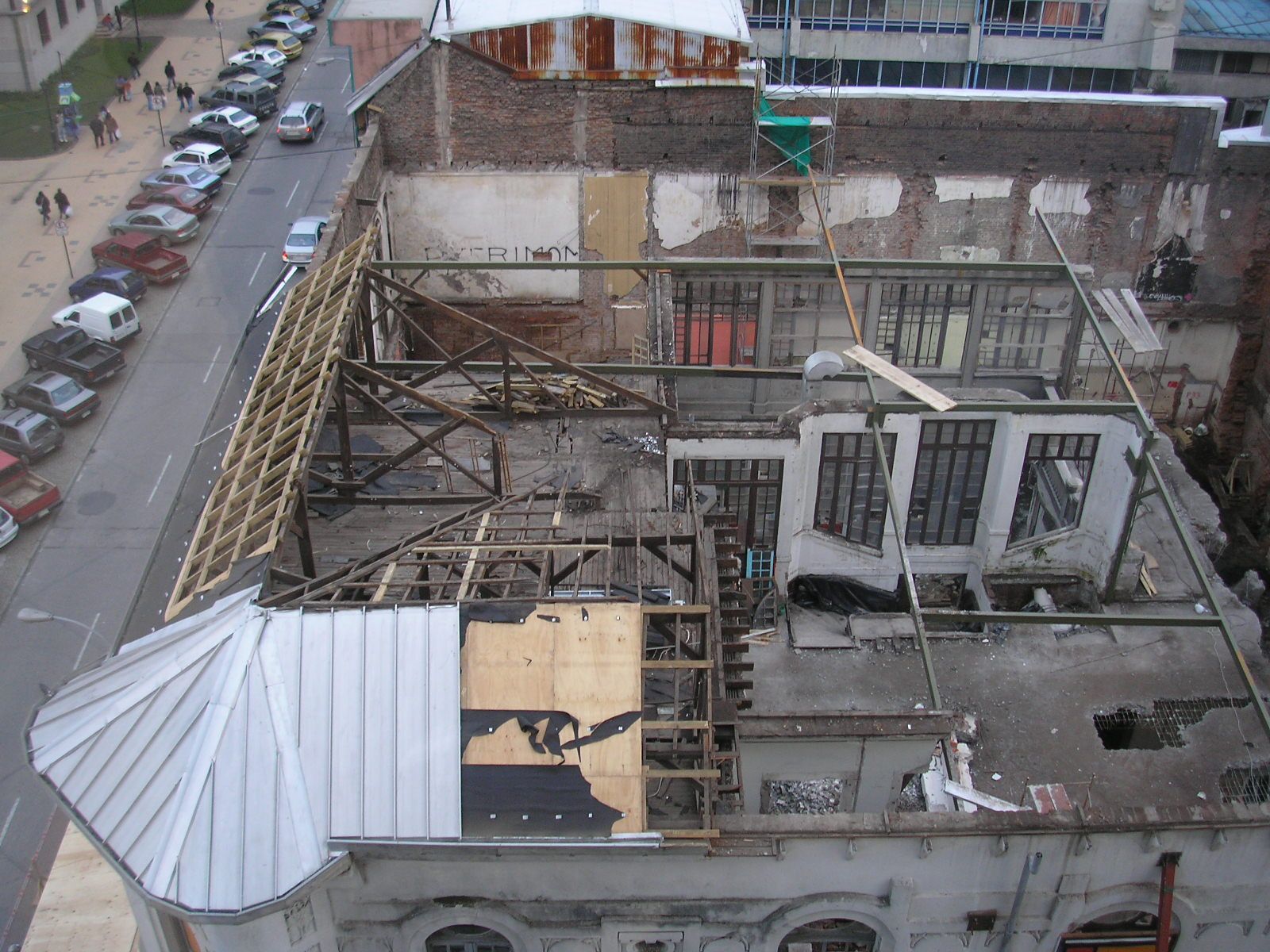
Vista parcial del vaciado interior.
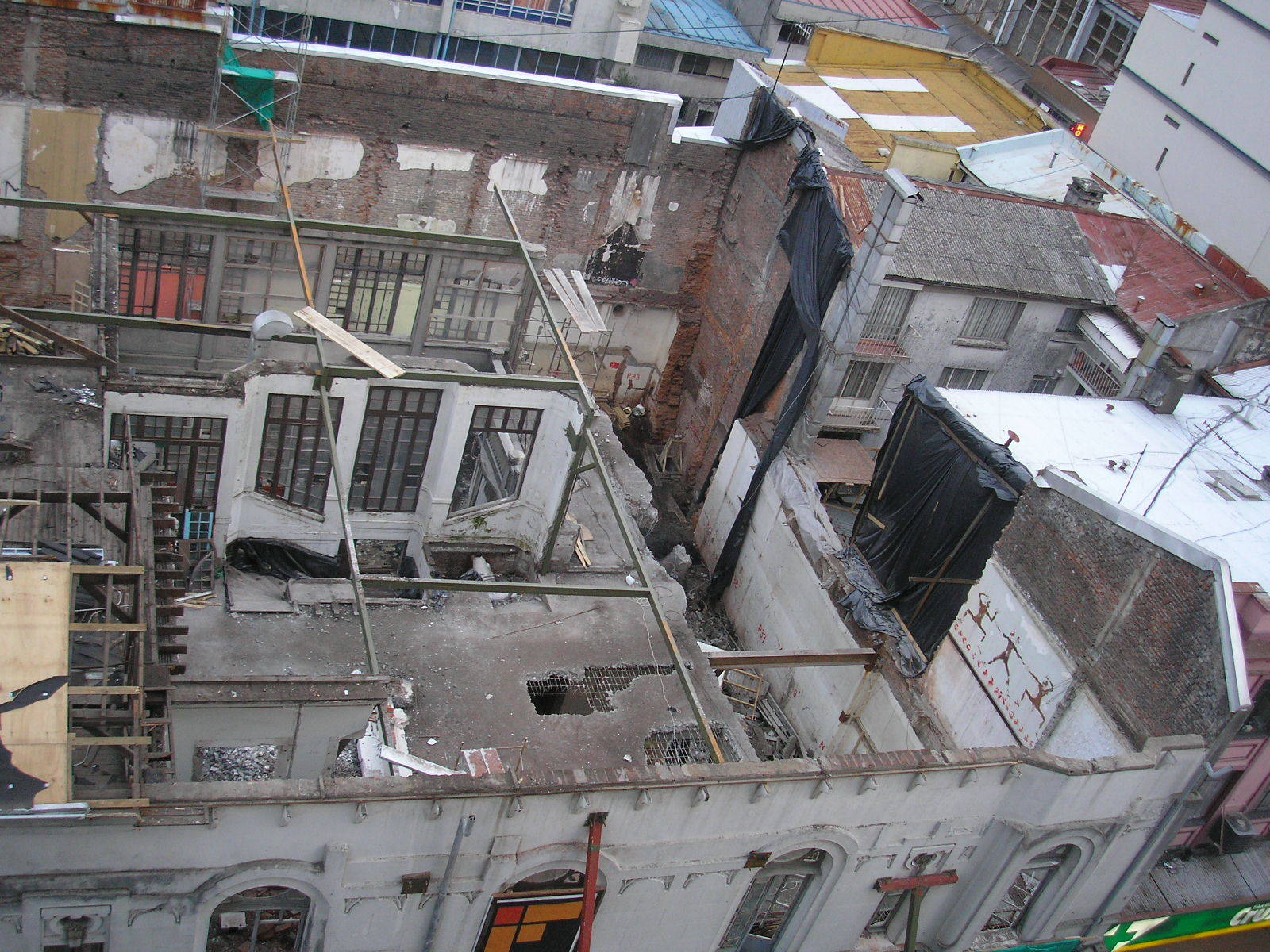
Vista parcial del vaciado interior.